# Julius Heinrich Petermann

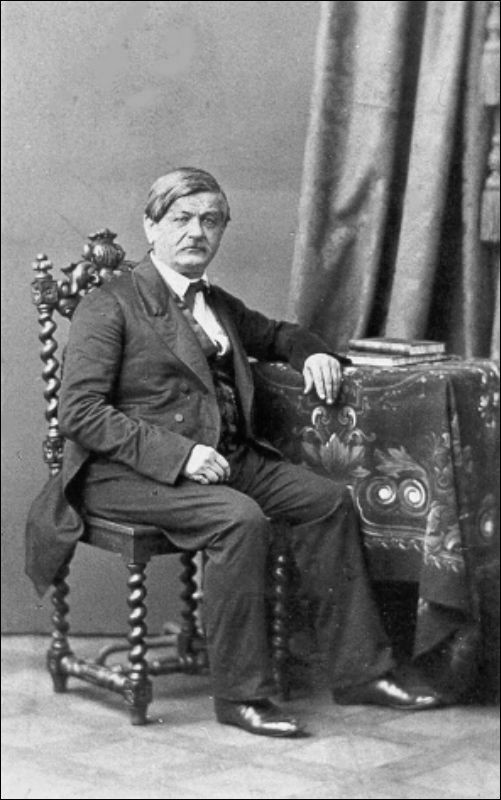
Julius Heinrich Petermann

Julius Heinrich Petermann (* 12. August 1801 in Glauchau; † 10. Juni 1876 in Bad Nauheim) war ein deutscher Orientalist.

## Leben
Petermann promovierte 1829 über das Targum Jonathan zum Pentateuch in Berlin. Zwischen 1830 und 1837 war er Privatdozent, ab 1837 außerordentlicher Professor für Orientalische Philologie in Berlin an der Universität. Johann Gottfried Wetzstein, Konsul in Damaskus und der preußische König unterstützten von 1852 bis 1855 Reisen nach Syrien, Mesopotamien und Persien. 1868 bis 1869 war er Konsul in Jerusalem.
Er lernte Armenisch bei einem Mechitharistenpater Eduard auf der Insel San Lazzaro, die zu Venedig gehört. In seiner Grammatica linguae Armeniacae konnte er beweisen, dass das Armenische zu den indogermanischen Sprachen gehört. Er schrieb über die armenische Kultur wie über die Musik der Armenier 1851 und über deren Geschichte 1866.
Petermann interessierte sich für religiöse Minderheiten wie die Samaritaner, Drusen, Mandäer, Jesiden, Parsen und Ahl-e Haqq. Auskünfte über diese Gruppen gibt sein zweibändiger Reisebericht Reisen im Orient. Zu den Samaritanern und Mandäern leistete er Pionierarbeit.
Er lernte von einem samaritanischen Priester in Nablus die samaritanische Aussprachetradition des Hebräischen. Er begann mit einer kritischen Ausgabe des samaritanischen Pentateuch, von dem er die ersten zwei Bände herausbringen konnte. Die Fortsetzung der Bände drei bis fünf wurde von Karl Vollers herausgebracht.
Petermann brachte die erste Ausgabe und lat. Übersetzung der zwei mandäischen Schriften Ginzā bzw. Sidrā Rabbā („Der Schatz“, „Das gr. Buch“) in seinem Thesaurus sive liber magnus heraus. Er erwarb zwei Sammlungen von insgesamt 1532 orientalischen Handschriften für die königliche Bibliothek in Berlin. Mit Porta linguarum Orientalium begründete er 1840 eine Serie von kurzgefassten Lehrbüchern zu orientalischen Sprachen jeweils mit Chrestomathien. In dieser Reihe erschienen von ihm Bände zum Arabischen, Chaldäischen, Armenischen, Hebräischen und Samaritanischen.
Petermann war Mitglied der Berliner Freimaurerloge Friedrich Wilhelm zur gekrönten Gerechtigkeit. 1850 wurde er als ordentliches Mitglied in die Preußische Akademie der Wissenschaften aufgenommen. Ab 1869 war er korrespondierendes Mitglied der Russischen Akademie der Wissenschaften in Sankt Petersburg.

## Mitgliedschaften
Julius Heinrich Petermann war Mitglied der Deutschen Morgenländischen Gesellschaft.

## Werke
- Grammatica linguae armenicae, Berlin 1837.
- De Ostikanis, Arabicis Armeniae gubernatoribus, Berlin 1840.
- Beiträge zu einer Geschichte der neuesten Reformen des Osmanischen Reiches. Türkisch und deutsch (mit Ramis Efendi), Berlin 1842.
- Epistola ad Philemonem speciminis loco ad fidem versionum orientalium veterum, Berlin 1844.
- S. Ignatii patris apostolici quae feruntur Epistolae, Leipzig 1849.
- Ueber die Musik der Armenier. In: Zeitschrift der Deutschen Morgenländischen Gesellschaft, Band 5. 1851. S. 365–372.
- Beiträge zu der Geschichte der Kreuzzüge aus armenischen Quellen, Berlin 1860.
- Reisen im Orient 1. Ausgabe. 2 Bände. Leipzig, 1860 und 1861; Reisen im Orient, 2. Ausgabe, Leipzig 1865.
- Thesaurus sive liber magnus vulgo liber Adami appellatus, 2 Teile, Leipzig 1867. (Mandäischer Text, von Petermann handschriftlich nach einem Pariser Codex maßstabsgetreu reproduziert, mit lateinischer Einleitung)
- Versuch einer hebräischen Formenlehre nach der Aussprache der heutigen Samaritaner 1868
- Pentateuchus samaritanus. 5 Bde. Berlin, 1872–91 Band 1
- Porta linguarum orientalium (Herausgeber) Bd. 1–4, 6. Ausgabe, Berlin
  - Brevis linguae hebraicae 1864
  - Brevis linguae arabicae 1867
  - Brevis linguae armenicae 1872
  - Brevis linguae chaldaicae 1872